# Kangaroo Valley
Kangaroo Valley är en ort i Australien. Den ligger i kommunen Shoalhaven Shire och delstaten New South Wales, i den sydöstra delen av landet, omkring 120 kilometer sydväst om delstatshuvudstaden Sydney.
Närmaste större samhälle är Nowra, omkring 17 kilometer söder om Kangaroo Valley.
I omgivningarna runt Kangaroo Valley växer huvudsakligen savannskog. Runt Kangaroo Valley är det glesbefolkat, med 18 invånare per kvadratkilometer. Genomsnittlig årsnederbörd är 1 352 millimeter. Den regnigaste månaden är februari, med i genomsnitt 211 mm nederbörd, och den torraste är juli, med 36 mm nederbörd.